# めまい (小椋佳の曲)
「めまい」は、1975年11月21日に発売された小椋佳の11枚目のシングル。ポリドール・レコードより発売された。

## 概要・背景
A・B面曲共に作詞、作曲は小椋自身が手掛けている。表題曲「めまい」はフジテレビ系列 ″水曜ドラマシリーズ″ の1作品として1975年10月から1976年3月まで放送されたドラマ『娘たちの四季 愛は素直に』の主題歌として採用された。小椋が勤務する銀行の同期であった伊藤聖治が普段から書き貯めていた詩を基に書き上げたものである。
この曲は高樹澪がカバーし1982年12月にシングルとして発売されたほか、松山千春は自身のライブで複数回に亘ってカバーしている。
B面には布施明に提供し大ヒットを記録したシングル曲「シクラメンのかほり」のセルフカバーが収録されている。同曲は元々小椋が自身で歌おうと前年に作ったものの好きになれず、自分のレコードには入れたくないとお蔵入りになりかけていた曲で、「B面用なのだからいいか」とやや投げやりな気持ちで渡したものだった。結果的にB面曲となった「淋しい時」は、実はA面用に制作されたものであったが、商品化の際に布施の事務所の意向により「シクラメンのかほり」がA面、「淋しい時」はB面と差し替えられていた。小椋は当時この経緯を知らされておらず、しばらくして出張先のニューヨークで東京に居る同僚から「『シクラメンのかほり』がヒットしている」との電話を貰い、びっくりしたと話している。

## 収録曲
両楽曲共に、作詞・作曲: 小椋佳 / 編曲: 星勝、小野崎孝輔
A面
1. めまい（3分50秒）

B面
1. シクラメンのかほり（4分5秒）

## 高樹澪によるカバー

### 概要
高樹澪の4作目のシングル。表題曲は1975年11月に発売された小椋佳の同名のシングル曲のカバー。A・B面曲共にオリジナルアルバムには未収録となっている。

### 収録曲
A面
1. めまい（3分48秒）
作詞・作曲：小椋佳 / 編曲：チト河内

B面
1. 恋のささやき ナポリ（3分34秒）
作詞・作曲：いまなりあきよし / 編曲：チト河内